# Aglaomorpha
Paradela es una entidad de población de tipo lugar, perteneciente a la parroquia de Niñodaguia, en el municipio de Junquera de Espadañedo, provincia de Orense, en la comunidad autónoma de Galicia (España). Está integrada administrativamente en la comarca de Allariz-Maceda.
De acuerdo con el Instituto Nacional de Estadística (INE), en el año 2022 tenía una población de 12 habitantes.

## Taxonomía
Aglaomorpha fue descrito por Heinrich Wilhelm Schott y publicado en Gen. Fil. 20. 1834. La especie tipo es: Aglaomorpha meyeniana Schott. 

## Especies
- Aglaomorpha acuminata (Willd.) Hovenkamp
- Aglaomorpha brooksii Copel.
- Aglaomorpha cornucopia (Copel.) M.C.Roos
- Aglaomorpha coronans (Wall. ex Mett. Copel.
- Aglaomorpha drynarioides (Hook.) M.C.Roos
- Aglaomorpha heraclea (Kze.) Copel.
- Aglaomorpha hieronymi (Brause) Copel.
- Aglaomorpha latipinna (C.Chr.) M.C.Roos
- Aglaomorpha meyeniana Schott
- Aglaomorpha nectarifera (Baker) M.C.Roos
- Aglaomorpha novoguineensis (Brause) C. Chr.
- Aglaomorpha parkinsoni (Baker) Parris & M.C.Roos
- Aglaomorpha pilosa (J.Sm.) Copel.
- Aglaomorpha splendens (J.Sm.) Copel.